# Sophie van Beieren

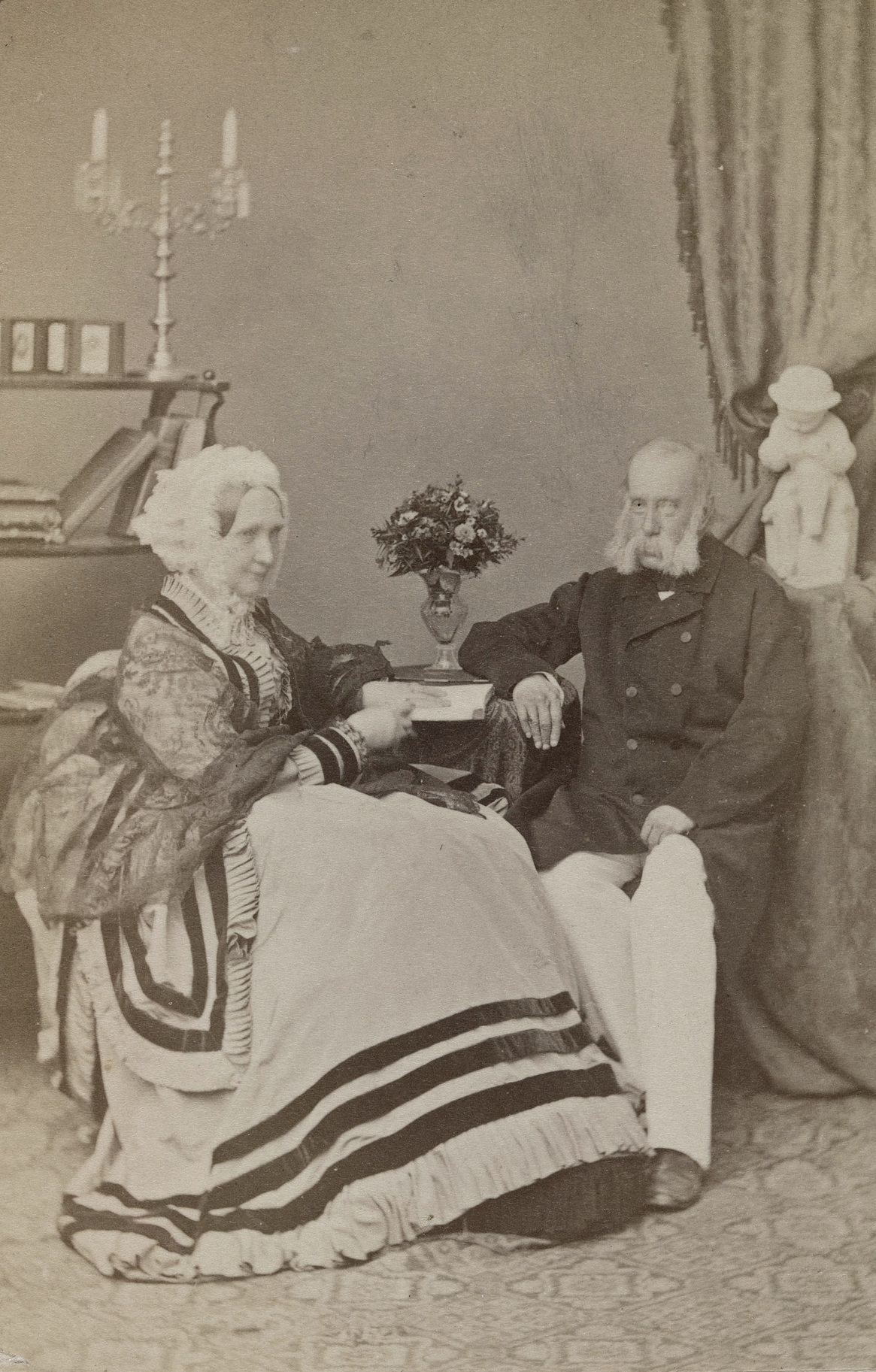
Aartshertogin Sophie en haar man, op latere leeftijd

Sophie Friederike Dorothea Wilhelmine (München, 27 januari 1805 — Wenen, 28 mei 1872) was een hooggeboren vrouw met grote invloed in de dynastie die Oostenrijk regeerde. Ze was dochter van Maximiliaan I Jozef van Beieren en koningin Caroline. Voor haar werd een strategisch huwelijk gesloten met aartshertog Frans Karel van Oostenrijk, zoon van de eerste keizer van Oostenrijk Frans II. Tijdens dat huwelijk baarde ze Frans Jozef, de latere keizer van Oostenrijk. Ze wordt door historici wel gezien als de mastermind achter de politiek van het hof. 

## Persoonlijk
Haar tweelingzus Maria werd later koningin van Saksen. In 1824 trouwde ze met Frans Karel, het paar kreeg vijf kinderen, waaronder de eerder genoemde Frans Jozef en de latere keizer van Mexico: Maximiliaan. Toen haar zwager, de zwakbegaafde keizer Ferdinand in 1848 afstand moest doen van de troon, wist Sophie dit probleem, samen met haar vertrouweling Metternich, diplomatiek zo op te lossen dat haar zoon hem kon opvolgen. 

## Politiek
Ze stond aan de wieg van de Oostenrijkse grondwet van 1848 en was ook op andere terreinen vooraanstaand raadgever in de politiek van haar zoon, met name voor wat betreft de blijvende oriëntatie op Duitsland. 
Haar ideologie, die ze op haar zoon en diens politiek overbracht, is naar moderne maatstaven als reactionair te beschouwen. Zo gaf ze de voorkeur aan een centrale rol voor een absolute monarchie in het bestuur. Tijdens de revolutie van 1848 speelde ze een doorslaggevende rol bij het instandhouden van de monarchie en de overwinning op de reactie van de bevolking door zich onverzettelijk en resoluut op te stellen, waarmee ze feitelijk de mastermind aan het hof was. Waar de rest van de keizerlijke familie zorgen en terughoudendheid  toonde als gevolg van de revolutie, was Sophie eerder koelbloedig en doortastend. Ze werd daarom door de onderdanen van de Donaumonarchie heimelijk omschreven als de "enige man aan het hof".
Ook in de jaren 1850 oefende ze veel invloed uit op haar zoon en diens politiek. De verhouding met haar liberaal georiënteerde nicht en schoondochter Elisabeth (Sisi) stond algemeen bekend als slecht.
Ook nadien hield ze invloed op het keizerlijk beleid, waarbij ze geconfronteerd werd met enkele grote tegenslagen. Oostenrijk verloor in 1866 de Pruisisch-Oostenrijkse Oorlog, waardoor Oostenrijk geen aanspraak kon maken op het politieke leiderschap in Duitsland. Andere teleurstellingen volgden in 1867 toen Hongarije, een land waar ze een hartgrondige hekel aan had, verregaande autonomie kreeg en haar tweede zoon Maximiliaan van Mexico werd geëxecuteerd door Mexicaanse opstandelingen. Na de dood van haar tweede zoon trok ze zich uit het openbare leven terug. In 1872 stierf ze.

## Kinderen
- Frans Jozef (18 augustus 1830 - 21 november 1916), keizer van Oostenrijk
- Ferdinand Maximiliaan (6 juli 1832 - 19 juni 1867), keizer van Mexico
- Karel Lodewijk (30 juli 1833 - 19 mei 1896), vader van Frans Ferdinand wiens dood aanleiding was voor de Eerste Wereldoorlog
- Maria Anna Carolina Pia (27 februari 1835 - 5 februari 1840)
- Lodewijk Victor (15 mei 1842 - 18 juni 1919)

## Voorouders
| Voorouders van Frans Jozef I van Oostenrijk | Voorouders van Frans Jozef I van Oostenrijk                                                             | Voorouders van Frans Jozef I van Oostenrijk                                                             | Voorouders van Frans Jozef I van Oostenrijk                                                             | Voorouders van Frans Jozef I van Oostenrijk                                                             | Voorouders van Frans Jozef I van Oostenrijk                                                  | Voorouders van Frans Jozef I van Oostenrijk                                                  | Voorouders van Frans Jozef I van Oostenrijk                                                              | Voorouders van Frans Jozef I van Oostenrijk                                                              |
| ------------------------------------------- | --- | --- | --- | --- | -------------------------------------------------------------------------------------------- | -------------------------------------------------------------------------------------------- | --- | --- |
| Overgrootouders                             | Christiaan III van Palts-Zweibrücken (1674–1735) ∞ 1719 Carolina van Nassau-Saarbrücken (1704–1774)     | Christiaan III van Palts-Zweibrücken (1674–1735) ∞ 1719 Carolina van Nassau-Saarbrücken (1704–1774)     | Jozef Karel van Palts-Sulzbach (1694–1729) ∞ Elisabeth van Palts-Neuburg (1693–1728)                    | Jozef Karel van Palts-Sulzbach (1694–1729) ∞ Elisabeth van Palts-Neuburg (1693–1728)                    | Karel Frederik van Baden (1728–1811) ∞ 1751 Carolina Louise van Hessen-Darmstadt (1723-1783) | Karel Frederik van Baden (1728–1811) ∞ 1751 Carolina Louise van Hessen-Darmstadt (1723-1783) | Lodewijk IX van Hessen-Darmstadt (1719-1790) ∞ 1741 Henriëtte Caroline van Palts-Zweibrücken (1721–1774) | Lodewijk IX van Hessen-Darmstadt (1719-1790) ∞ 1741 Henriëtte Caroline van Palts-Zweibrücken (1721–1774) |
| Grootouders                                 | Frederik Michael van Palts-Birkenfeld (1724–1767) ∞ 1746 Maria Francisca van Palts-Sulzbach (1724–1794) | Frederik Michael van Palts-Birkenfeld (1724–1767) ∞ 1746 Maria Francisca van Palts-Sulzbach (1724–1794) | Frederik Michael van Palts-Birkenfeld (1724–1767) ∞ 1746 Maria Francisca van Palts-Sulzbach (1724–1794) | Frederik Michael van Palts-Birkenfeld (1724–1767) ∞ 1746 Maria Francisca van Palts-Sulzbach (1724–1794) | Karel Lodewijk van Baden (1755-1801) ∞ 1774 Amalia van Hessen-Darmstadt (1754-1832)          | Karel Lodewijk van Baden (1755-1801) ∞ 1774 Amalia van Hessen-Darmstadt (1754-1832)          | Karel Lodewijk van Baden (1755-1801) ∞ 1774 Amalia van Hessen-Darmstadt (1754-1832)                      | Karel Lodewijk van Baden (1755-1801) ∞ 1774 Amalia van Hessen-Darmstadt (1754-1832)                      |
| Ouders                                      | Maximiliaan I Jozef van Beieren (1756–1825) ∞ 1797 Caroline van Baden (1776–1841)                       | Maximiliaan I Jozef van Beieren (1756–1825) ∞ 1797 Caroline van Baden (1776–1841)                       | Maximiliaan I Jozef van Beieren (1756–1825) ∞ 1797 Caroline van Baden (1776–1841)                       | Maximiliaan I Jozef van Beieren (1756–1825) ∞ 1797 Caroline van Baden (1776–1841)                       | Maximiliaan I Jozef van Beieren (1756–1825) ∞ 1797 Caroline van Baden (1776–1841)            | Maximiliaan I Jozef van Beieren (1756–1825) ∞ 1797 Caroline van Baden (1776–1841)            | Maximiliaan I Jozef van Beieren (1756–1825) ∞ 1797 Caroline van Baden (1776–1841)                        | Maximiliaan I Jozef van Beieren (1756–1825) ∞ 1797 Caroline van Baden (1776–1841)                        |
| 'Sophie van Beieren(1805-1872)'             | | | | |                                                                                              |                                                                                              | | |

- Bibliothèque nationale de France: cb16297330n (data)
- Gemeinsame Normdatei: 119131382
- International Standard Name Identifier: 0000 0000 5177 9967
- Library of Congress Control Number: no94025988
- Nationale Bibliotheek van Tsjechië: jn20000702021
- Nationale Bibliotheek van Israël: 987007450690005171
- Système universitaire de documentation: 224574795
- Virtual International Authority File: 57418282
- WorldCat: E39PBJgmHDQRRTbmVqgxvHF7pP